# Gentianella cerastioides
Gentianella cerastioides är en gentianaväxtart som först beskrevs av Carl Sigismund Kunth, och fick sitt nu gällande namn av Fabris. Gentianella cerastioides ingår i släktet gentianellor, och familjen gentianaväxter. Inga underarter finns listade i Catalogue of Life.